# Enzo Gutiérrez
Enzo Hernán Gutiérrez Lencinas (* 28. Mai 1986 in Charata) ist ein ehemaliger argentinischer Fußballspieler. Der Stürmer wurde in drei Ländern nationaler Meister.

## Karriere
Enzo Gutiérrez kam 1997 in die Fußballakademie der Boca Juniors und durchlief diese bis zur Profimannschaft. Dort bestritt er bis Dezember 2007 nur drei Ligaspiele und war während dieser Zeit an den ecuadorianischen Zweitligisten Manta FC und den peruanischen Klub San Martín verliehen. Im Gegensatz zu den zwei Meistertiteln in Argentinien und dem Gewinn der Copa Sudamericana konnte der Stürmer bei San Martín einen entscheidenden Teil zur Meisterschaft beitragen. 2008 wechselte er nach seinem Vertragsende bei Boca mit seinem Freund aus der Jugendakademie Gastón Cellerino nach Chile zu den Rangers de Talca und wurde im Jahr 2009 nach Portugal zu Marítimo Funchal verliehen, kam jedoch nur einmal zum Einsatz. Er kehrte wieder nach Chile zurück und schloss sich dem CD O’Higgins an, wo er in der Apertura 2012 gemeinsam mit Sebastián Ubilla von den Santiago Wanderers und Emanuel Herrera von Unión Española mit je elf Treffern Torschützenkönig wurde. Danach verpflichtete der amtierende Copa-Sudamericana-Sieger Universidad de Chile Mitte 2012 den Argentinier, der mit La U zwei chilenische Meisterschaften und einmal die Copa Chile gewinnen konnte. Nach einer Station in Kolumbiens Hauptstadt bei den Millonarios FC spielte Gutiérrez vier Jahre für die Santiago Wanderers und ließ seine Karriere beim peruanischen Klub Universitario de Deportes und bei seiner früheren Leihstation Manta FC ausklingen. Nach der Saison 2022 beendete er seine Karriere.

## Erfolge
Boca Juniors
- Argentinischer Meister: 2005/06-A, 2005/06-C
- Copa-Sudamericana-Sieger: 2005
- Recopa-Sudamericana-Sieger: 2005

San Martín
- Peruanischer Meister: 2007

Universidad de Chile
- Chilenischer Meister: 2014/15-A, 2016/17-C
- Chilenischer Pokalsieger: 2012/13
- Chilenischer Supercup-Sieger: 2015

Santiago Wanderers
- Chilenischer Pokalsieger: 2017
- Chilenischer Zweitligameister: 2019

## Auszeichnungen
- Torschützenkönig der chilenischen Primera División: 2012-A